# 小樽運河殺人案内
『小樽運河殺人案内』（おたるうんがさつじんあんない）は、「女と愛とミステリー」（テレビ東京、BSジャパン、ユニオン映画） で放送された刑事ドラマシリーズ。全2回。主演は古谷一行。
タイトルは『20時18分の死神 小樽発・殺意の旅路』（第1作） → 『25時13分の首縊り 小樽・記憶喪失の女』（第2作）

## キャスト

### 小樽中央警察署
熊沢真琴
演 - 古谷一行
小樽中央警察署の刑事。階級は警部。通称「クマさん」。妻は病死して現在一人暮らし。娘の香は青森に住んでいる。
杉田淳一（康博）
演 - 正木慎也
小樽中央警察署の刑事。第1作は「杉田淳一」、第2作は「杉田康博」の名前で登場。
十文字伍一郎
演 - 平泉成
小樽中央警察署の刑事一課長。

### その他
雪子
演 - かとうかずこ
スナック「雪ん子」のママ。熊沢と旧知の仲。

### ゲスト
第1作「20時18分の死神 小樽発・殺意の旅路」（2003年）
- 鈴木美江（きたぐに銀行小樽支店の貸付係・道生の妻） - 川上麻衣子
- 鈴木道生（オリエント事務機小樽支社営業部第一課長） - 甲本雅裕
- 青柳奈穂子（小樽中央警察署 刑事） - 原千晶
- 会田静枝（朝里川温泉ホテルのフロント係・美江の妹） - 中島ひろ子
- 山岡広明（小料理「のぎく」板前・美江の元夫・道生の兄・旧姓「鈴木」で山岡家の養子） - 中根徹
- 石川香（熊沢の娘） - 上良早紀
- 深谷為次郎（松浦のアパート管理人） - 山本清
- 土屋裕（旅行代理店社員・道生の元同僚） - 永野典勝
- 岸憲二（オリエント事務機小樽支社営業部第一課 社員） - 隈部洋平
- 警視庁芝浦警察署 刑事 - 藤井びん
- コンビニ強盗 - 光宣
- 香典泥棒 - 斎藤清六
- 小樽中央警察署 署長 - 山崎海童
- 管理官 - 五森大輔
- 山岡のアパート管理人 - 青山達三
- 市立札幌病院 医師 - 橋沢進一
- 5年前の医師 - 蒲地宏
- 石川高志（香の夫） - 久保山知洋
- 鈴木昌子（山岡と美江の娘・肝臓ガン患者） - 中澤真央
- 石川はるか（高志と香の娘） - 宮谷藍里

第2作「25時13分の首縊り 小樽・記憶喪失の女」（2004年）
- 秋津香苗（レストランバー「サイコ屋」従業員・記憶喪失の女） - 国生さゆり
- 泉原沙代（香苗の双子の妹・4年前投身自殺） - 国生さゆり（二役）
- 谷垣弘（北海道警本部捜査一課 刑事） - 田中実
- 一ノ瀬僚子（小樽中央警察署 刑事） - 遊井亮子
- 泉原正一郎（沙代の養父） - ケーシー高峰
- 小村絹代（香苗の伯母） - 絵沢萠子
- 丸岡誠治（小樽中央警察署 刑事） - 日野陽仁
- 五十川直也（レストランバー「サイコ屋」経営者） - 菊池隆則
- 吉野（小樽中央警察署 刑事） - まるの保
- 大沢和男（五十川の共同経営者） - 関貴昭
- 島崎（鑑識） - 石沢徹
- 五十川安江（直也の母） - 和田いくこ
- 五十川周助（直也の兄） - 内野智
- 五十川志摩子（周助の妻） - 大島明美
- 人見光治（南小樽病院 精神科医） - 黒沼弘己
- 明美（強盗殺人犯の女） - 冨樫真
- 5年前の強盗殺人犯 - 佳本周也
- 警視庁滝野川東警察署 刑事 - 上山克彦
- 徳永（元警視庁滝野川東警察署 刑事・去年死亡） - 波多江清
- 羽山丈彦（沙代の愛人・4年前刺殺） - 辺見務

## スタッフ
- 原作 - 和久峻三
- 脚本 - 中野顕彰、峯尾基三
- 音楽 - 小西香葉、近藤由紀夫
- 監督 - 齋藤光正
- 統括プロデューサー - 佐々木彰（テレビ東京 / 第1作）
- チーフプロデューサー - 小川治（テレビ東京）[7]
- プロデューサー - 大藤博司
- 制作 - テレビ東京、BSテレビ東京、ユニオン映画

## 放送日程
| 話数 | 放送日         | サブタイトル | 原作                                | 脚本     | 監督     |
| ---- | -------------- | --- | ----------------------------------- | -------- | -------- |
| 1    | 2003年10月22日 | 20時18分の死神 小樽発・殺意の旅路〜 娘の命を救うため母が犯した殺人トリック! 悲劇の終わりにもう一つの悲劇が始まる | 「20時18分の死神」 （光文社文庫）   | 中野顕彰 | 齋藤光正 |
| 2    | 2004年07月14日 | 25時13分の首縊り 小樽・記憶喪失の女〜 禁断愛に堕ちた男と女が沈黙の31年の果てに犯した殺人の真実                   | 「25時13分の首縊り」 （光文社文庫） | 峯尾基三 | 齋藤光正 |